# Alketas-Grab

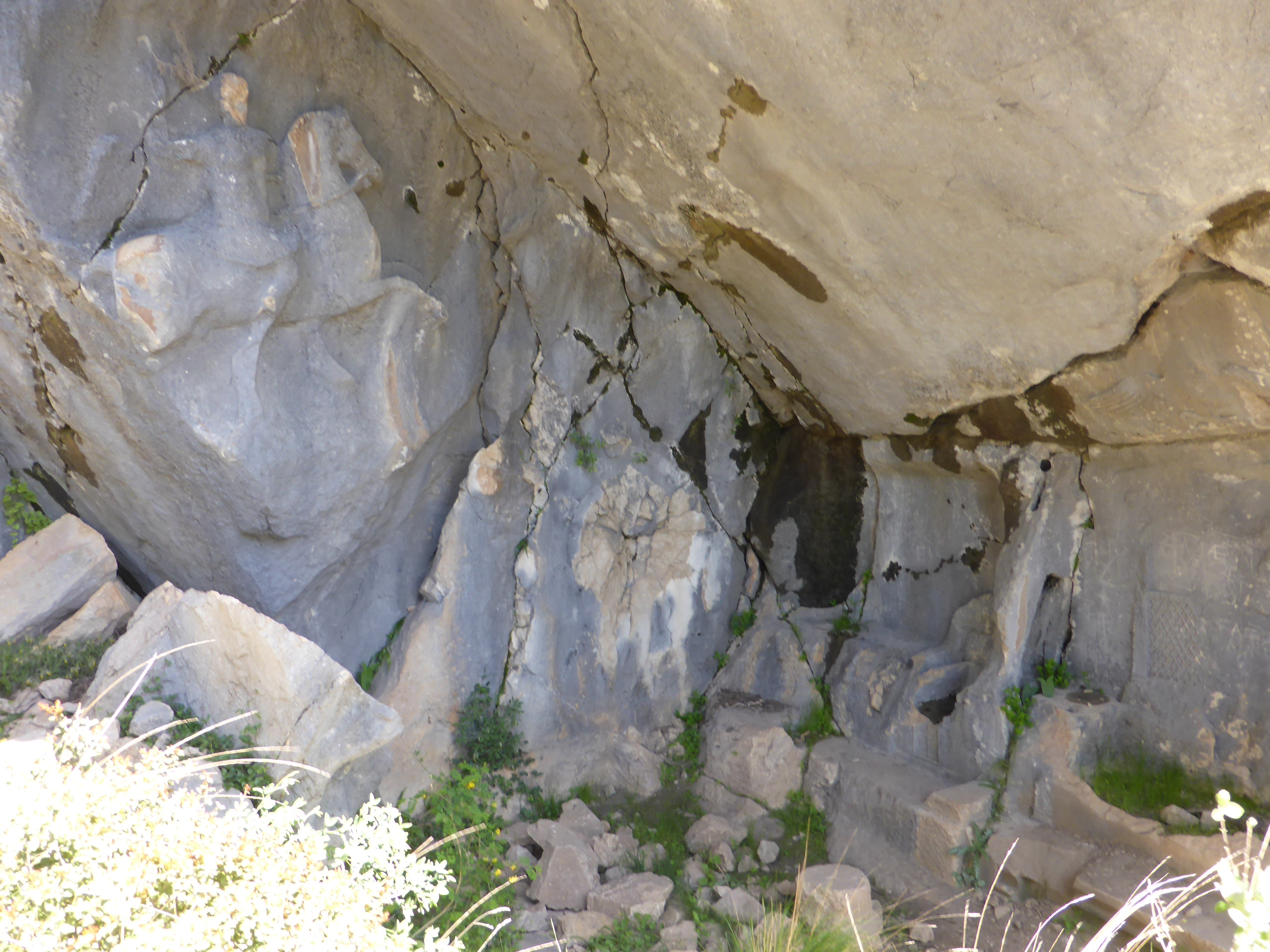
Grabanlage gesamt

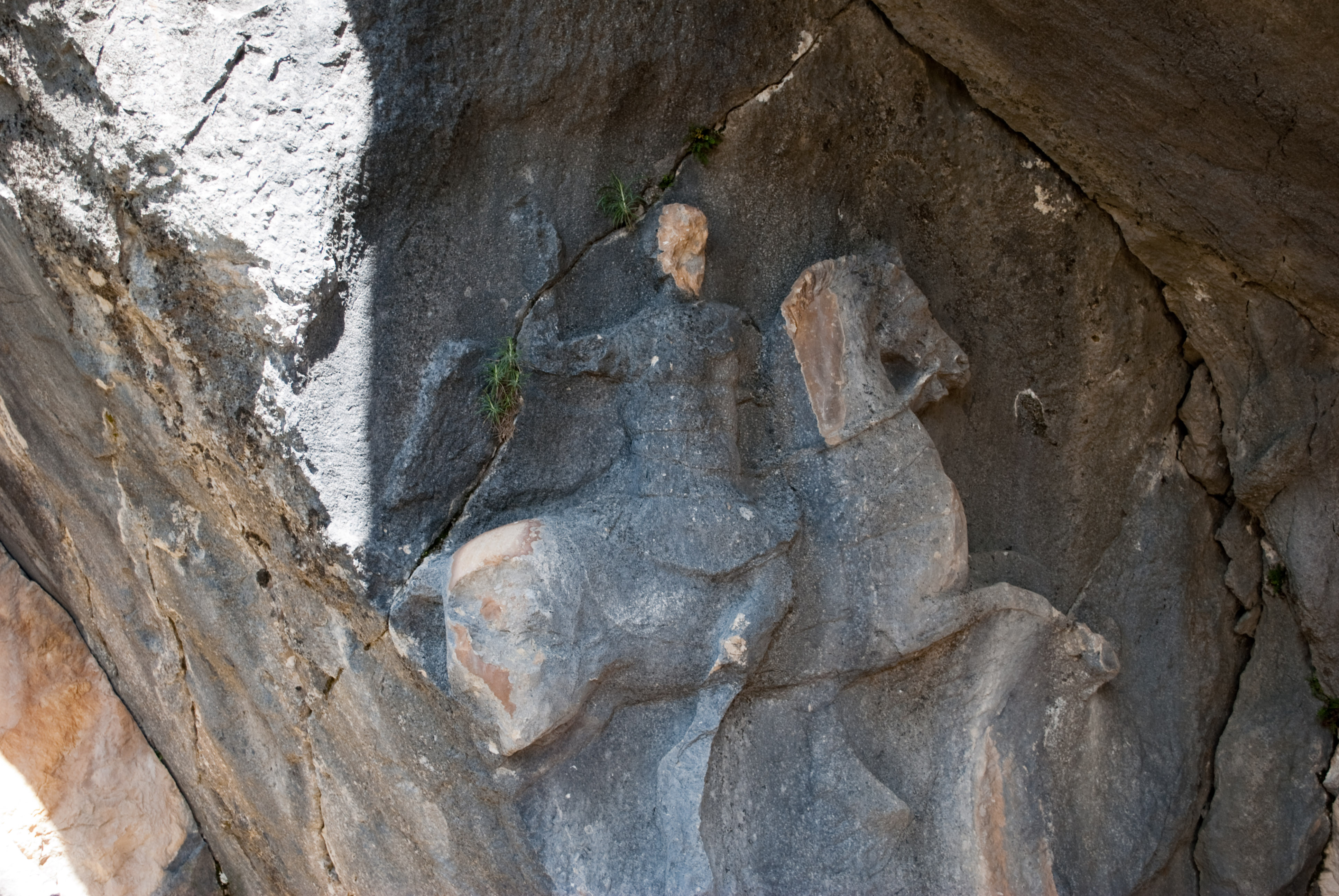
Reiterfigur an der Nordwestseite des Grabes

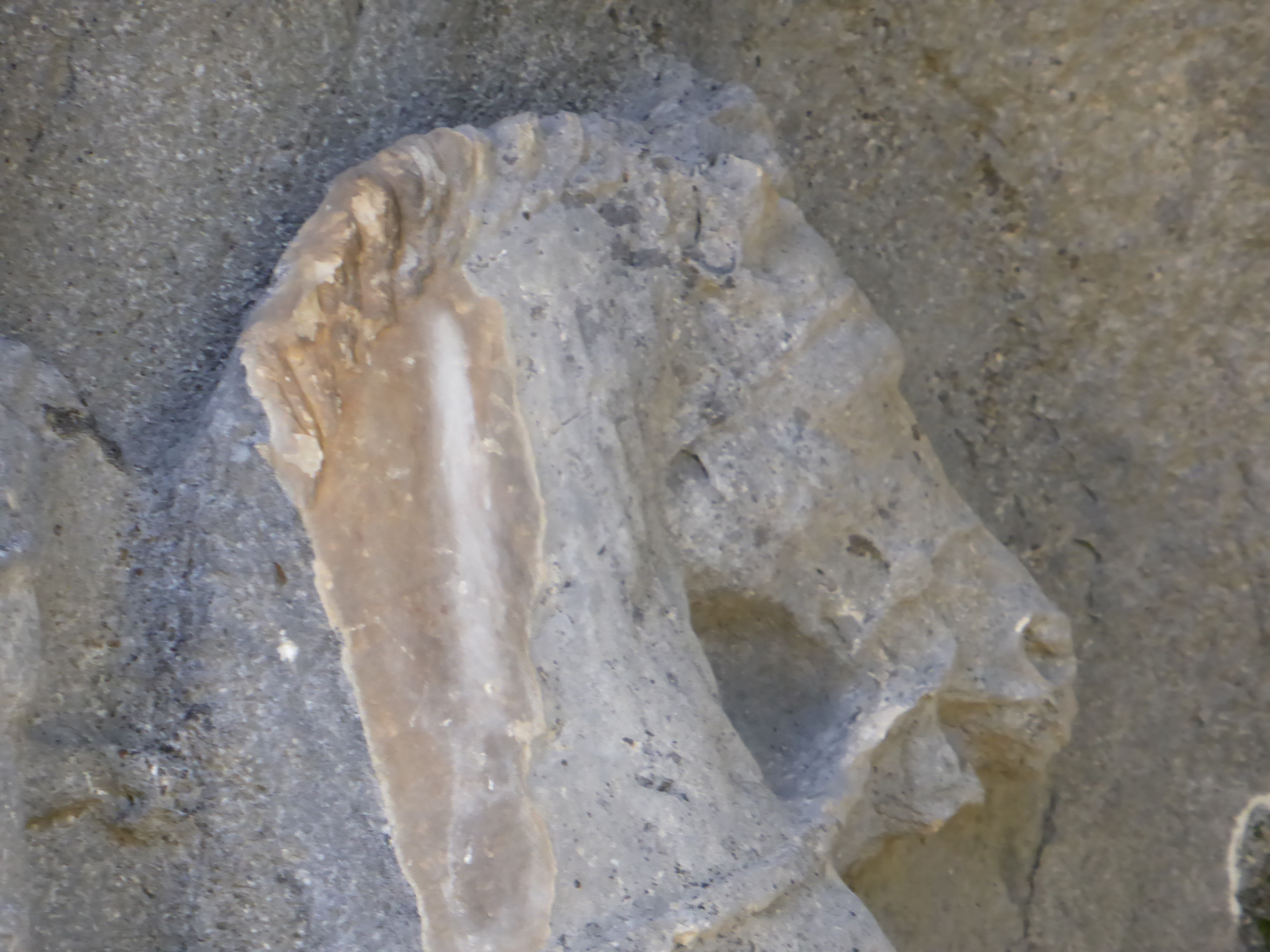
Detail Pferdekopf

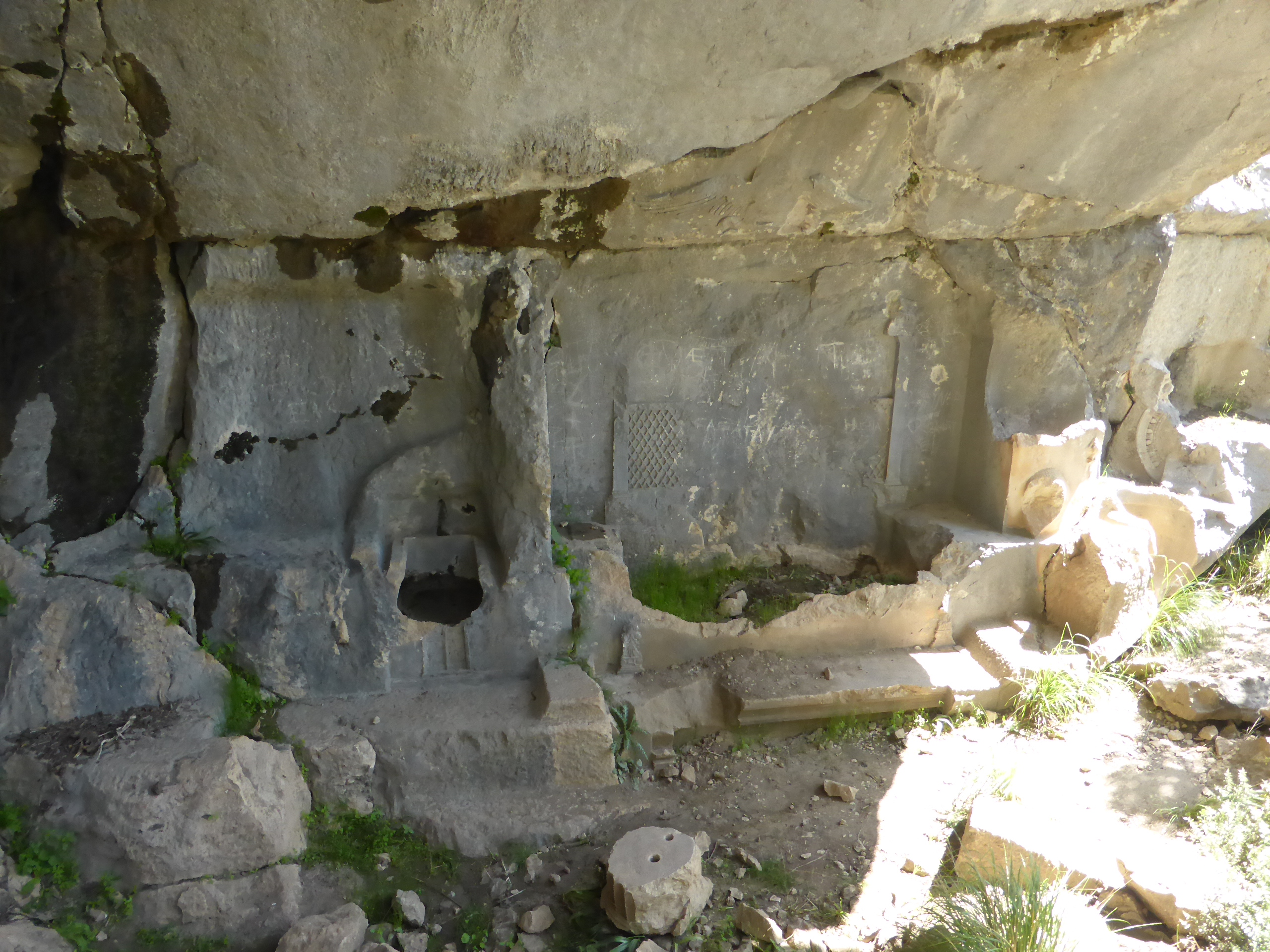
Ruhebett-Fragment mit Gitterwerk

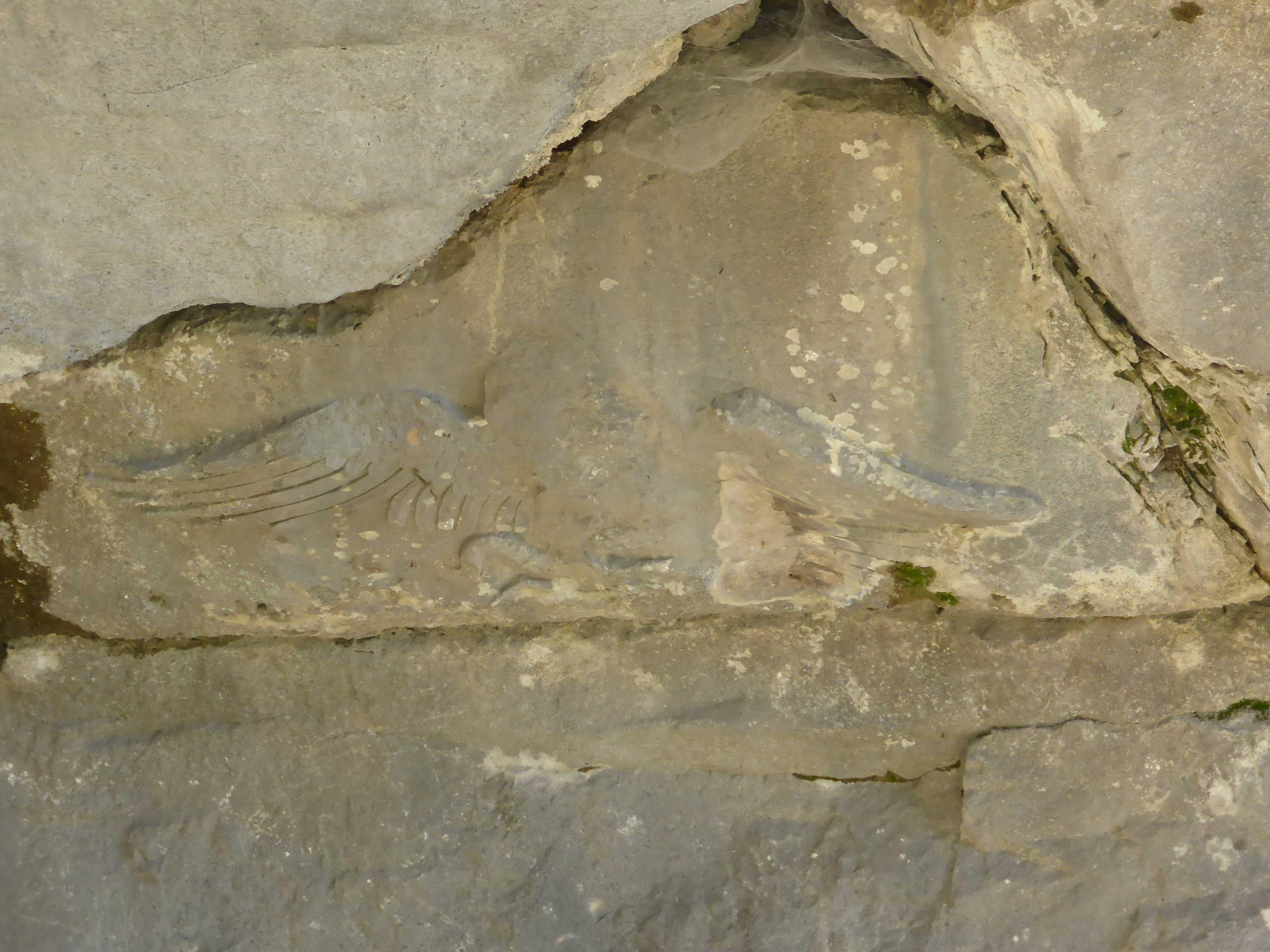
Detail Adler mit Schlange

Das sogenannte Alketas-Grab ist eine frühhellenistische Grabanlage in Termessos, einer archäologischen Fundstätte in der Landschaft Pisidien (heute Provinz Antalya, Türkei). Die Identifikation des Grabinhabers mit Alketas, einem Feldherrn Alexander des Großen (gest. 319), ist eine Vermutung.
Die aus dem Kalkstein herausgehauene Grabanlage ist, auch wegen Erdbebenschäden, nur schlecht erhalten. Man nimmt an, dass sie unvollendet blieb. Der Fußboden fehlt ganz. Erhalten sind zwei Seiten, die im rechten Winkel zueinander stehen.

## Nordwestseite
Zu sehen ist das lebensgroße Relief eines Reiters mit Brustpanzer auf einem nach rechts galoppierenden Pferd. Der rechte Arm ist wie zum Wurf einer Lanze erhoben, der linke Fuß nach vorn, der rechte dagegen zurückbewegt. Das Pferd, insbesondere dessen Kopf, ist feiner herausgearbeitet als die menschliche Figur. Es wird verglichen mit Darstellungen von Pferden auf dem Alexandersarkophag.
Rechts von dieser Gruppe ist eine vollständige militärische Ausrüstung im Relief dargestellt: Beinschienen, Helm, Rundschild und Schwert.

## Nordostseite
Erhalten ist eine dreiteilige Komposition, bestehend aus einem Ruhebett (Kline) in einer Nische, zu dem steinerne Stufen emporführen. Karl Lanckoroński beschrieb eine massive, aus dem gewachsenen Felsen gearbeitete Steinbank zur Aufnahme einer Leiche (Länge 180 cm, Breite 60 cm, Tiefe 40 cm). Die Reliefs von Matratze und Kissen fehlen heute; das Ruhebett ist in einer dreiseitigen Einfriedung dargestellt, die in ihrem oberen Teil eine Art Lattengitter bildet, über dem sich ein Giebel eines Baldachins erhebt. Über dem Grab ist das Relief eines nach links fliegenden Adlers zu sehen, der eine Schlange in den Fängen hält.
Links von der Kline öffnet sich ein Behältnis für Gebeine (Ostothek) mit in den Fels geschnittenen Scheintüren, nach Olga Palagia: drei Ossuarien, davon zwei in Form von Häusern, eines in Form eines Thrones.
Rechts von dem Ruhebett ist ein Arrangement von Grabbeigaben als Relief zu sehen, darunter ein Tisch mit Tierfüßen. Die hier dargestellten Objekte rufen das Thema Symposion auf.

## Stilistische Einordnung
Die Ikonographie der Grabanlage ist griechisch. Zwar gibt es für die Darstellung von Möbeln als Steinreliefs makedonische Parallelen, aber die Gruppe von Reiter und Pferd gilt als Werk eines lokalen (lykischen) Künstlers.